# Гюнтер V фон Кефернбург
Гюнтер V фон Кефернбург (на немски: Günther V (Gunther V) von Kafernburg; † между 10 април 1273 и 18 април 1275) е граф на Кефернбург.

## Произход
Той е вторият син на граф Гюнтер IV фон Шварцбург-Кефернбург „Стари“ († 1268/1269) и съпругата му Мехтилд (Матилда) фон Байхлинген († сл. 1259), дъщеря на граф Фридрих II (III) фон Байхлинген († 1218) и Елизабет фон Хенеберг († сл. 1210). Брат е на Бертхолд I († 1269) и Гюнтер „Млади“ († сл. 1268/1273)

## Фамилия
Гюнтер V се жени пр. 1269 г. за Матилда († сл. 6 юли 1285). Те имат децата:
- Гюнтер VI († 1289/1293), граф на Шварцбург-Кефернбург-Илменау (1275 – 1293), женен за София фон Лухов († сл. 1288)
- Гюнтер VII († 10 юни 1302), граф на Кефернбург (1293 – 1302), женен пр. 1280 г. за Аделхайд фон Шварцбург († 1318)
- Юта († сл. 1319), абатиса на Илм от 1314 г.
- дъщеря, омъжена за граф Райнхард фон Кранихфелд († ок. 1290)
- Хайнрих († сл. 1269)